# Christoph Hamann
Christoph Hamann (* 1955 in Nürnberg) ist ein deutscher Historiker und Geschichtsdidaktiker.

## Leben
Hamann studierte Geschichte, Germanistik, Politik und Soziologie in Erlangen und Berlin. Er ist Autor mehrerer Bücher sowie von Aufsätzen in Fachzeitschriften (Übersetzungen ins Englische, Polnische und Chinesische). Er nahm an der Technischen Universität Berlin Lehraufträge wahr und war bis 2020 am Landesinstitut für Schule und Medien Berlin-Brandenburg (LISUM) tätig.
Er promovierte 2007 mit einer Arbeit über die Fotografie in Bildungskontexten. Seine Schwerpunkte liegen in der Visual History, der Geschichtskultur, im biografischen Erinnern, der Revolution 1848/49, der Zeitgeschichte, der Lokal- und Regionalgeschichte und der Geschichtsdidaktik. Sein besonderes Interesse liegt in der Untersuchung von Prozessen der Ikonisierung von Pressefotografien, in Fragen historischer Bildung sowie in der Analyse von biografischen Narrativen des Bürgertums. Seine Arbeiten führten zur Ernennung des Berliner „Stillen Helden“ August Sapandowski zum „Gerechten der Völker“ durch die Gedenkstätte Yad Vashem (Israel) sowie zur Restitution von jüdischem Eigentum in Berlin (Familie Mühsam).

## Veröffentlichungen (Auswahl)
- Medienikonen im Geschichtsunterricht. Fotoquellen als Symbole verstehen. Wochenschau, Frankfurt 2023.
- August Rake. Lebenserinnerungen und Lebenswerk eines Sozialpädagogen und Jugenderziehers (= Quellen zur Geschichte der Erziehung). Klinkhardt, Bad Heilbrunn 2020 (hrsg. mit Martin Lücke).
- Fotografien im Geschichtsunterricht. Visual History als didaktisches Konzept. Wochenschau, Frankfurt 2019.
- „Republikanische Neigungen“. Die Erinnerungen von Hugo Wolf und die Badische Revolution 1848/49. Selbstverlag, Berlin 2016.
- Demokratische Tradition und revolutionärer Geist. Erinnern an 1848 in Berlin. Centaurus, 2010 (hrsg. mit Volker Schröder)
- Visual History und Geschichtsdidaktik: Bildkompetenz in der historisch-politischen Bildung. Herbolzheim, Centaurus, 2007
- Geschichte – Friedensgeschichte – Lebensgeschichte. Herbolzheim, Centaurus, 2007 (mit Judith Martin)
- Die Mühsams. Geschichte einer Familie. Hentrich & Hentrich, 2005 (mit Uschi Otten)
- Bilderwelten und Weltbilder: Fotos, die Geschichte(n) mach(t)en. Hentrich und Hentrich, Teetz 2002, ISBN 3-933471-37-0.
- Demokratie in Berlin. Hentrich und Hentrich, Teetz 2001, ISBN 3-933471-24-9.